# Singapur International 2012
Die Singapur International 2012 im Badminton fanden vom 14. bis zum 18. August 2012 in Singapur statt.

## Sieger und Platzierte
| Disziplin    | Gold                        | Silber                       | Bronze                                       |
| ------------ | --------------------------- | ---------------------------- | -------------------------------------------- |
| Herreneinzel | Sitthikom Thammasin         | Ashton Chen Yong Zhao        | Alrie Guna Dharma                            |
| Herreneinzel | Sitthikom Thammasin         | Ashton Chen Yong Zhao        | Anup Sridhar                                 |
| Dameneinzel  | Xing Aiying                 | Fu Mingtian                  | Pai Yu-po                                    |
| Dameneinzel  | Xing Aiying                 | Fu Mingtian                  | Chen Hsiao-huan                              |
| Herrendoppel | Liang Jui-wei Liao Kuan-hao | Liao Chun-chieh Lin Yen-jui  | Danny Bawa Chrisnanta Chayut Triyachart      |
| Herrendoppel | Liang Jui-wei Liao Kuan-hao | Liao Chun-chieh Lin Yen-jui  | Rahmat Adianto Berry Angriawan               |
| Damendoppel  | Asumi Kugo Megumi Yokoyama  | Yuki Fukushima Yui Miyauchi  | Ng Hui Ern Ng Hui Lin                        |
| Damendoppel  | Asumi Kugo Megumi Yokoyama  | Yuki Fukushima Yui Miyauchi  | Fu Mingtian Xing Aiying                      |
| Mixed        | Tseng Min-hao Lai Chia-wen  | Chayut Triyachart Ng Hui Ern | Alfian Eko Prasetya Gloria Emanuelle Widjaja |
| Mixed        | Tseng Min-hao Lai Chia-wen  | Chayut Triyachart Ng Hui Ern | Ong Jian Guo Shevon Jemie Lai                |